# Hennef (Sieg)
Hennef (Sieg) este o  localitate în districtul Rhein-Sieg , landul Nordrhein-Westfalen , Germania. Orașul este situat pe cursul lui Sieg este un afluent al Rinului. De oraș aparțin un număr de 93 de localități (în care sunt scotite și unele cartier). Hennef fiind poreclit din această cauză Orașul cu 100 de sate.

## Date geografice
Hennef este amplasat între regiunile  Bergisches Land și Westerwald la gura de vărsare a Siegului, la ca. 50 km. de  Köln și 14 km în linie aeriană de Bonn. La vest este învecinat cu Siegburg și Sankt Augustin, la nord cu comunele Neunkirchen-Seelscheid și Ruppichteroth, la est cu Eitorf, la sud-est Asbach (Westerwald) și la sud cu orașul Königswinter.

## Galerie de imagini

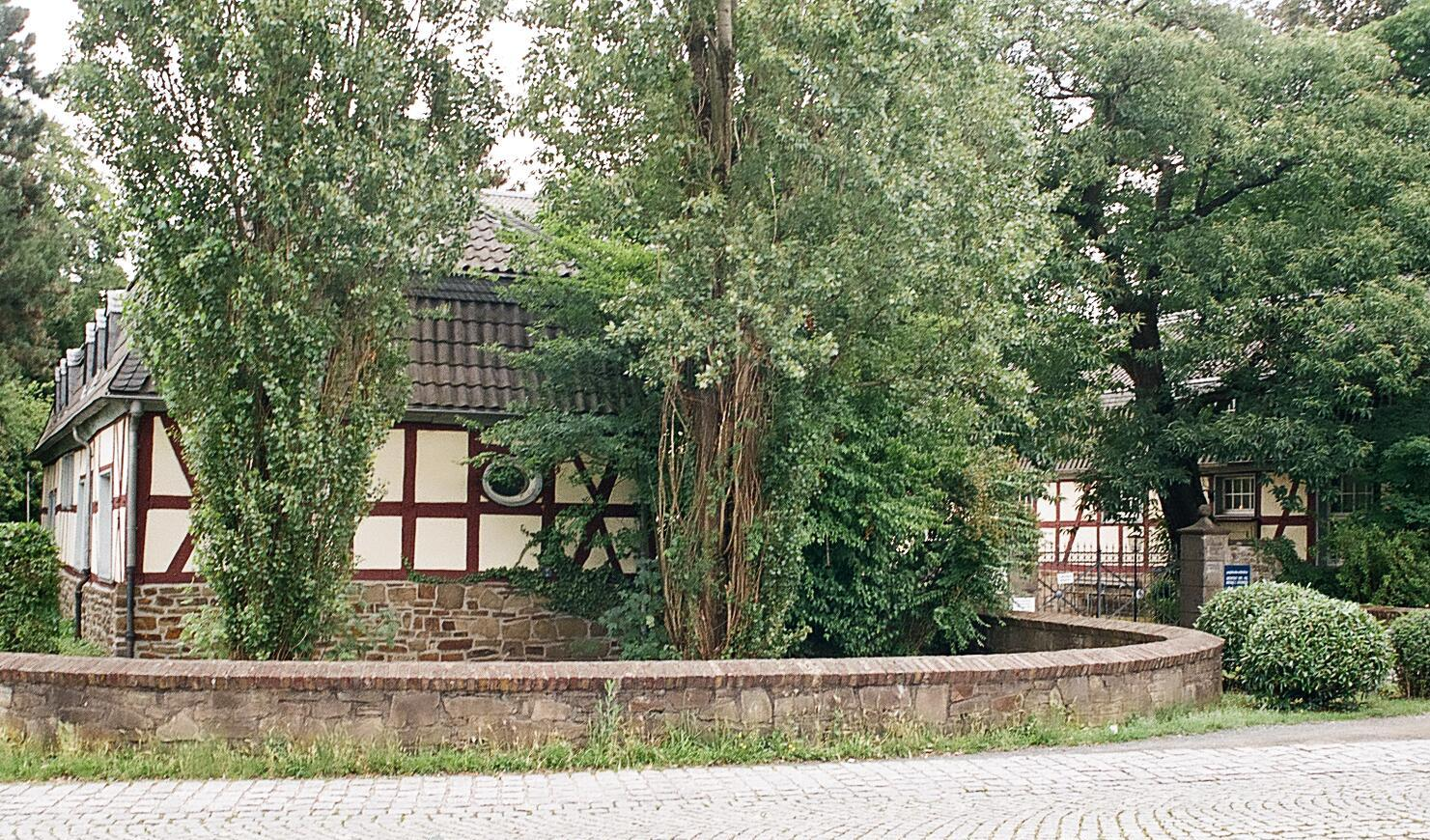
Heymershof
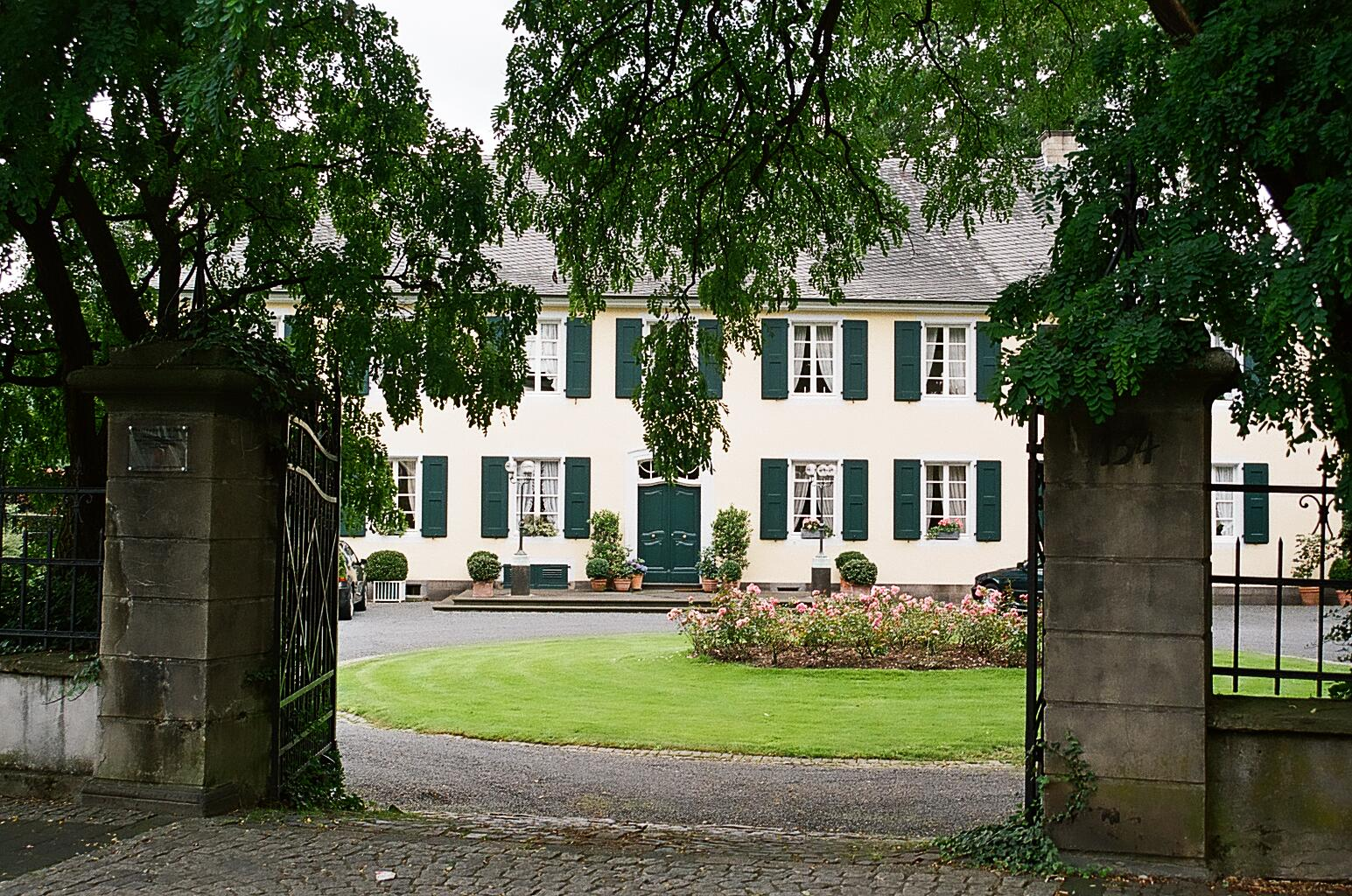
Proffenhof
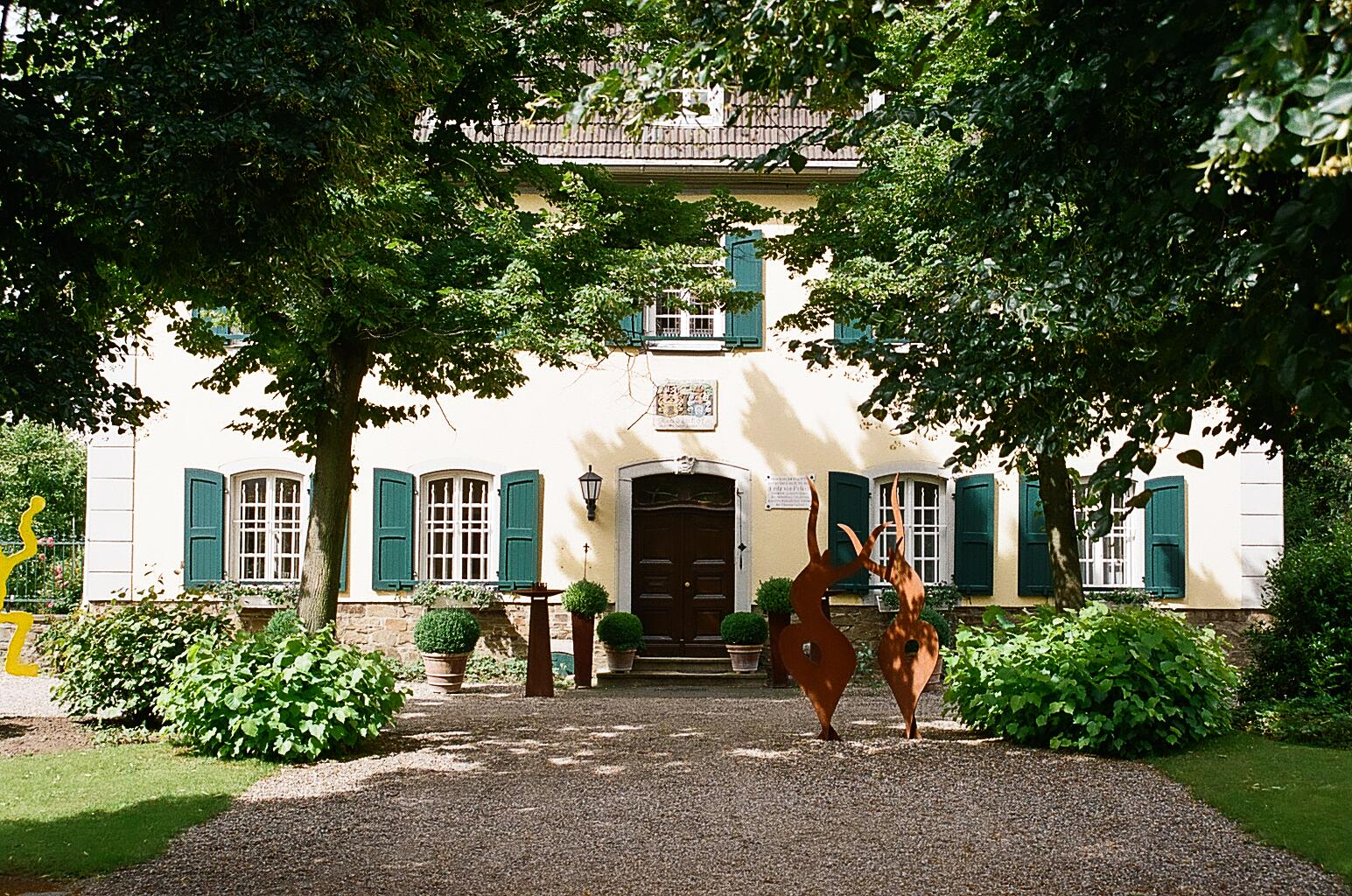
Lindenhof
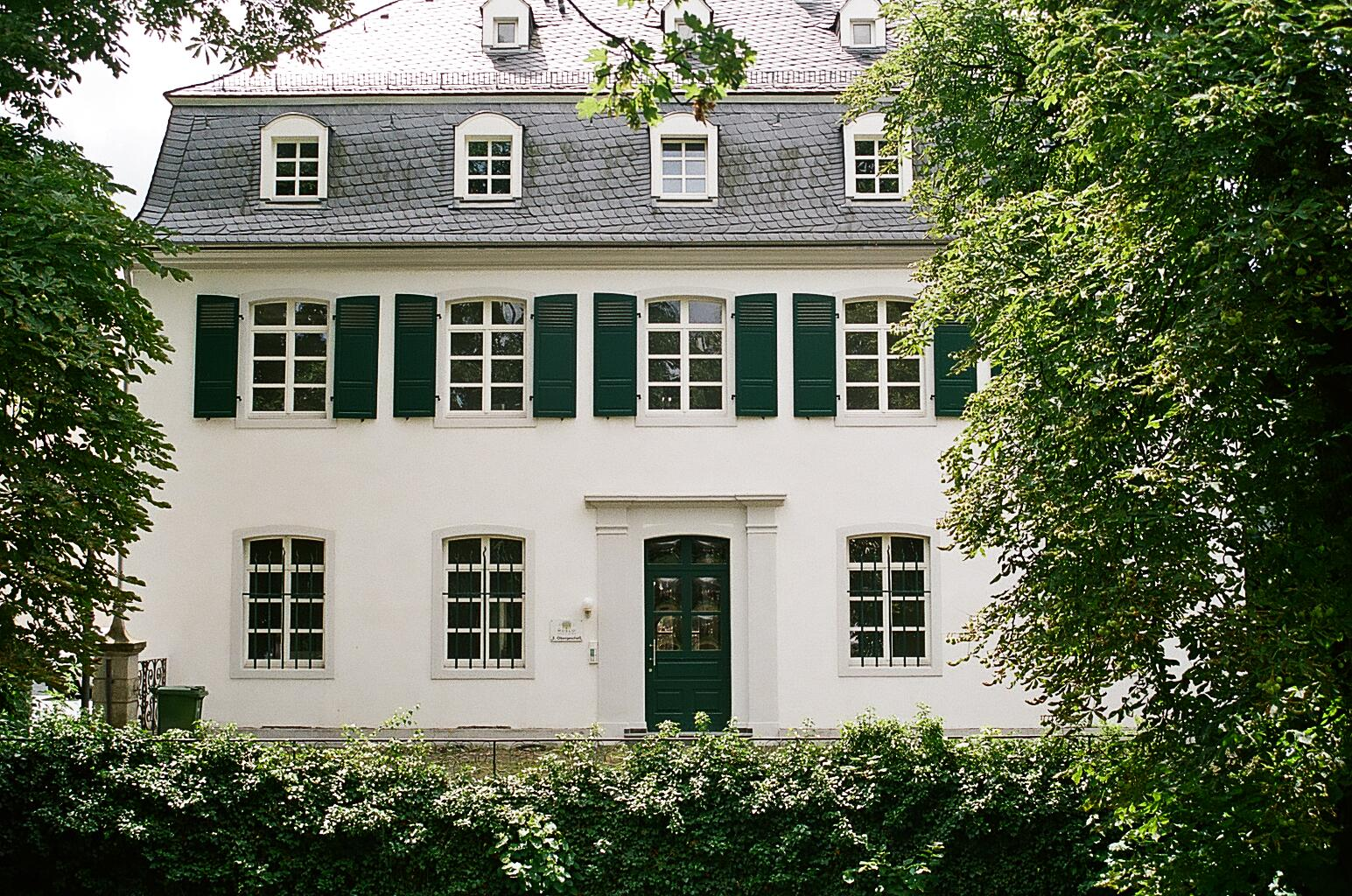
Wasserburg

## Subîmpărțire administrativă
Regiunea orașului ocupă suprafața de 105 km², Hennef fiind astfel pe locul doi ca întindere în districtul Rhein-Sieg, după Windeck.

## Localități ce aparțin de Hennef
| - Adscheid - Ahrenbach - Allner - Altenbödingen - Altglück - Auel - Beiert - Berg - Blankenbach - Blocksberg - Bödingen - Bröl - Bülgenauel - Büllesbach - Büllesfeld - Burghof - Dahlhausen - Dambroich - Darscheid - Depensiefen | - Derenbach - Dondorf - Dürresbach - Edgoven - Eichholz - Eulenberg - Fernegierscheid - Geisbach - Geistingen - Greuelsiefen - Hahnenhardt - Halberg - Halmshanf - Hanf - Happerschoß - Haus Oelgarten - Heckelsberg - Heisterschoß - Hennef-Zentrum - Hermesmühle | - Hofen - Hommerich - Hossenberg - Hove - Hüchel - Hülscheid - Issertshof - Käsberg - Kningelthal - Knippgierscheid - Köschbusch - Kraheck - Kümpel - Kurenbach - Kurscheid - Lanzenbach - Lauthausen - Lescheid - Lichtenberg - Liesberg | - Löbach - Lückert - Meisenbach - Michelshohn - Mittelscheid - Müschmühle - Niederhalberg - Oberauel - Oberhalberg - Petershohn - Raveneck - Ravenstein - Rott - Röttgen - Rütsch - Söven - Sommershof - Süchterscheid - Schächer - Scheuren | - Scheurenmühle - Stadt Blankenberg - Stein - Stoßdorf - Striefen - Theishohn - Uckerath - Wasserheß - Warth - Weingartsgasse - Weldergoven - Wellesberg - Westerhausen - Wiederschall - Wiersberg - Wippenhohn - Zumhof |

## Clima
Clima este clima asemănătoare cu cea din Kölner Bucht, este însă diferită în regiune muntoasă din  Westerwald și Bergisches Land unde clima este mai rece cu precipitații mai bogate.

## Personalități marcante
- Sven Axer (* 1969 in Hennef), muzician
- Sarah Kim Gries, Schauspielerin
- Karl-Heinz Heddergott, fost antrenor de fotbal  la 1. FC Köln
- Nadine Schüller, 2006 campioană europeană juniori, la tir sportiv
- Joey Kelly, muzicianf
- Hans Peter Lindlar (* 1946 in Hennef), Regierungspräsident al orașului Köln
- Willi Lindlar (* 1916 in Hennef, † 1983 in Hennef), fost politician
- Wolfgang Petry, cântăreț
- Carl Reuther și Eduard Reisert, ce dețin Hennefer Maschinenfabrik Carl Reuther und Reisert, care din 1883 au produs cântarele de precizie  Chronos Waage
- Guido Schiefen (* 1968 in Hennef), celist
- Ranga Yogeshwar, jurnalist și moderator de televiziune

1. ↑  Alle politisch selbständigen Gemeinden mit ausgewählten Merkmalen am 31.12.2018 (4. Quartal) (în germană), Statistisches Bundesamt[*], arhivat din original la 10 martie 2019, accesat în 10 martie 2019